# Heinz Gerlach (Publizist)
 Heinz Gerlach  (* 9. August 1945 in Frankfurt am Main; † 10. Juli 2010 in Oberursel) war ein deutscher Publizist und Herausgeber von Periodika zum Anlegerschutz.

## Leben
Heinz Gerlach wurde 1945 in Frankfurt am Main geboren. Nach einer kaufmännischen Lehre und einer Ausbildung als Steuergehilfe hat er sich als Publizist betätigt und Publikationen zum Anlegerschutz herausgegeben. Zuletzt arbeitete er als Unternehmensberater. Er lebte in Oberursel im Taunus.

## Anlegerschutz
Schwerpunkt seiner inzwischen umstrittenen publizistischen Arbeit seit 1969 waren die Berichterstattung über den Grauen Kapitalmarkt und die Warnung vor unseriösen Anbietern. Er bezeichnete sich selbst als Deutschlands ältesten Anlegerschützer.
Dabei arbeitete er auch mit unbegründeten Strafanzeigen gegen Emissionshäuser, die ihm keinen Beratervertrag geben wollten. Für diese Methode wurde Gerlach von einem Kölner Staatsanwalt scharf gerügt. Der Ankläger schrieb an Gerlachs Anwalt, schon einmal habe er aufgrund „haltloser Vorwürfe“ von Heinz Gerlach gegen ein Emissionshaus ermittelt. „In jenem Verfahren hat der Unterzeichner (der Staatsanwalt) erstaunt zur Kenntnis nehmen müssen, dass der Anzeigeerstatter (Heinz Gerlach) anscheinend durch Publikation der in der Ermittlungsakte geführten Korrespondenz Geld verdient, indem er diese durch Verbreitung auf CD-Rom gegen Entgelt veröffentlicht. In dem jetzt zu entscheidenden Fall scheint die Anzeige ebenfalls vor diesem Hintergrund erhoben worden zu sein… Besonders bedenklich aber stimmt der Umstand, dass Ihr Mandant (Heinz Gerlach) als späterer Anzeigeerstatter dem Beschuldigten sein Prospektierungs-Know-How in Form einer Prospektvorprüfung entgeltlich für 25 TDM angedient hatte, was in der Strafanzeige allerdings nicht einmal erwähnt wird. Vor diesem Hintergrund kann man sich des Verdachts nicht erwehren, dass die Motivation für die Strafanzeige nur darin liegt, den Beschuldigten durch diese Strafaktion vor Augen zu führen, dass er besser das diesmal vergeblich angediente Prospektierungs-Know-How des Anzeigeerstatters – natürlich gegen Entgelt – angenommen hätte.“ Laut Nachrichtenmagazin Der Spiegel lautete Gerlachs Geschäftsprinzip „Ruhe oder Rufschädigung“.
Wesentliche Beteiligungen an Firmen und Publikationen waren:
- Seit 1969 sammelte er Informationen im „Sach-, Steuer- und Rechts-Archiv der Kapitalanlage“.
- Die 1974 von Gerlach gegründete Kapitalanlage-Informationszentrum GmbH verkaufte er 1988 an die Verlagsgruppe Bertelsmann, die die Firma bis 2000 als „DFI Deutsches Finanzdienstleistungs-Informationszentrum GmbH“ führte und dann an die Hamburger Cash Medien AG weiter veräußerte.
- Zwischen 1988 und 1993 war Gerlach Herausgeber des Informationsdienstes „gerlach-report“.
- Seit 1994 war er (über seine zwischenzeitlich insolvente Firma „Heinz Gerlach Medien AG“[2]) Herausgeber des Research-Dienstes „Direkter Anlegerschutz“.

## Beraterverträge
Die Unabhängigkeit und Integrität von Gerlach wurden im Zusammenhang mit dem Zusammenbruch der Falk-Fonds im Jahr 2005 stark in Frage gestellt. Es hatte ein Beratervertrag zwischen Gerlach und der Unternehmensgruppe Falk + Partner GmbH & Co. KG (später firmierend unter Falk Capital AG) bestanden. Gerlach wurde vorgeworfen, in seinen Publikationen nicht angemessen auf die Hinweise für finanzielle Probleme der Falk-Fonds eingegangen zu sein.
Unter der Überschrift „Erkauftes Lob“ berichtete Focus, Gerlach solle rund 400.000 Euro von den Aufina-Drahtziehern erhalten haben für wohlwollende Berichterstattung. Die einstigen Aufina-Vorstände wurden später zu mehrjährigen Haftstrafen verurteilt.
Auch im Zusammenhang mit den wirtschaftlichen Problemen der größten geschlossenen Fonds Deutschlands, den Drei-Länder-Fonds (DLF), wurden schwere Vorwürfe gegen Gerlach erhoben. Gerlach warb weiter für DLF-Anteile, als die wirtschaftlichen Probleme der Fonds bereits absehbar waren. Gerlach war vom DLF mit einem Beratervertrag ausgestattet gewesen.

## Geschäftspraktiken
Gerlach ist mehrmals wegen seiner Geschäftspraktiken zivilrechtlich belangt worden. August 2007 verurteilte ihn das Landgericht Frankfurt am Main in einem Hauptsacheverfahren wegen seiner Geschäftspraktiken. Sein Prinzip, die Forderung nach der Übersendung interner Geschäftsunterlagen mit der Androhung eines Negativ-Ratings zu verbinden, wurde ihm als unlauteres Verhalten vorgeworfen. Das Landgericht sprach von einer „diskriminierenden Wettbewerbshandlung“, einer „gezielten Behinderung“ und einem „unzulässigen Eingriff in den eingerichteten und ausgeübten Gewerbebetrieb“. Ein weiteres Urteil des Landgerichtes Frankfurt  machte Gerlach finanziell für unwahre Behauptungen gegen Emissionshäuser haftbar (AZ: 3-08 O 12/05). Das Oberlandesgericht Düsseldorf verneint in einem anderen Urteil, dass Gerlach als Anlegerschützer tätig ist (AZ: 20 U 76/95). Dort heißt es: „Durch eine solche Behauptung werden die Kapitalanleger, zumindest ein ganz erheblicher Teil von ihnen irregeführt, weil sie von einem Anlegerschutz gerade das erwarten, was der Beklagte nicht anbietet.“

## Werke
- Handbuch Privatkunden-Geschäft. ISBN 3-7819-0623-X (Co-Autor)